# Avenue Philippe Thomas
Pour les articles homonymes, voir Philippe et Thomas.
L'avenue Philippe Thomas (en néerlandais : Philippe Thomaslaan) est une avenue bruxelloise de la commune de Schaerbeek qui va de la rue du Progrès à la rue Gaucheret.

## Histoire et description
L'avenue porte le nom d'un ancien mineur, boulanger et employé qui fut le premier conseiller communal socialiste de Schaerbeek, Philippe Thomas, né à Houdeng-Aimeries le 1er juillet 1854 et décédé à Schaerbeek le 17 mai 1932.
La numérotation des habitations va de 2 à 12 pour le côté pair et ne possède pas d'adresse du côté impair.
Une rue Philippe Thomas existe à Moulins dans l'Allier en France.

## Adresses notables
- no 2 : Immeuble du Foyer Schaerbeekois
- nos 4 : Immeuble du Foyer Schaerbeekois
- nos 8 à 12 : Immeubles du Foyer Schaerbeekois